# Валвинера (Асти)
Валвинера је насеље у Италији у округу Асти, региону Пијемонт.
Према процени из 2011. у насељу је живело 55 становника. Насеље се налази на надморској висини од 161 м.